# Maximillian Milne
Maximillian Milne (10 de diciembre de 2000) es un deportista británico que compite en escalada. Ganó una medalla de plata en el Campeonato Europeo de Escalada de 2024, en la prueba de bloques.

## Palmarés internacional
| Campeonato Europeo | Campeonato Europeo | Campeonato Europeo | Campeonato Europeo |
| Año                | Lugar              | Medalla            | Prueba             |
| ------------------ | ------------------ | ------------------ | ------------------ |
| 2024               | Villars (Suiza)    | Medalla de plata   | Bloques            |